# ジョン・クラレンス・カッター
ジョン・クラレンス・カッター（John Clarence Cutter、1851年7月10日 ‐ 1909年/1910年）は、明治時代にお雇い外国人として来日したアメリカ合衆国の医師である。

## 経歴・人物
マサチューセッツ州ウォーレンで同じ医師のカルヴィン・カッターの子として生まれる。
マサチューセッツ農科大学及びハーバード大学卒業後、1878年（明治11年）9月、ウィリアム・スミス・クラークの招きにより来日した。ウィリアム・ブルックスの後継者として札幌農学校のお雇いとなり、英学や生理学等の教鞭を執った。
1887年（明治20年）9月20日に帰国。帰国する際にこの業績により、明治天皇から勲四等旭日小綬章を授与された。帰国後はドイツで医学を学び、母国で病院を開業した。また、母の病没後にはメキシコ、カリフォルニア等転々と移住した。
なお、カッターは生涯独身であった。